# عمر بن أحمد الأخير العمودي
عمر بن أحمد الأخير العمودي التيمي القرشي شيخ وقائد سياسي وحاكم دوعن قبل تنازله عن الرئاسة لأخيه عثمان مؤسس مشيخة آل العمودي. عزم في وقته على محاربة البرتغاليين بنيه الجهاد، فأغار على الشحر سنة 934 هـ. كان كثير التديّن ومنشغلا بالعلوم الشرعية. وقد ارتحل في آخر عمره إلى الحرمين، وعند عودته من الحج توفي بالقنفذة ودفن بها.

## نسبه
عمر بن أحمد الأخير بن محمد بن عثمان بن أحمد القديم بن محمد الطيار بن عثمان بن عمر مولى خضم بن محمد بن سعيد بن عيسى بن أحمد بن سعيد بن أحمد بن سعيد عمود الدين بن عيسى بن شعبان بن عيسى بن داوود بن محمد بن نوح بن طلحة بن عبد الله بن عبد الرحمن بن أبي بكر الصديق.
فهو الحفيد 23 لخليفة رسول الله أبي بكر الصديق في سلسلة نسبه.